# Helen Dunmore

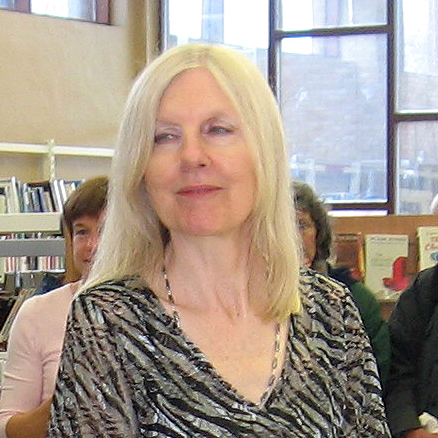
Helen Dunmore (2008)

Helen Dunmore (* 12. Dezember 1952 in Beverley, Yorkshire; † 5. Juni 2017 in Bristol, South West England) war eine britische Schriftstellerin und Dichterin.

## Leben
Helen Dunmore schrieb Gedichte, Romane und Kinderbücher. Sie war das zweite Kind ihrer Eltern und besuchte die Schule in Nottingham. Sie beschäftigte sich in ihren Romanen immer wieder mit der Psychologie zwischenmenschlicher Beziehungen, ganz besonders in Krisensituationen. Helen Dunmore studierte Englisch an der University of York und unterrichtete zwei Jahre lang in Finnland, bevor sie ihren ersten Roman veröffentlichte. Neben ihrer schriftstellerischen Tätigkeit unterrichtete sie weiter und schrieb Kritiken und Rezensionen für die Times und den Observer. Sie beteiligte sich an Sendungen über Kunst im BBC-Radioprogramm.
Sie gewann den Orange Prize for Fiction im Jahr 1996 bei dessen erster Verleihung mit Der Duft des Schnees. 2001 stand sie auf der Shortlist des Orange Prize for Fiction und der Shortlist des Whitbread Book Award mit The Siege. Ihr Buch The Betrayal stand auf der Longlist des Booker Prize 2010.
Helen Dunmore saß in der Jury sowohl für den T. S. Eliot Prize als auch den Whitbread Book Award und war Mitglied der Royal Society of Literature.
Im März 2017 hatte sie öffentlich bekanntgegeben, dass sie an Krebs erkrankt sei und eine geringe Chance auf Heilung bestehe. Am 25. April 2017 schrieb sie ihr letztes Gedicht, das sie an ihren Verleger verschickte. In dem Gedicht unter dem Titel Hold out your arms spricht sie den Tod direkt an. Das Gedicht wird nach dem Wunsch der Familie in die zweite Auflage ihrer letzten Gedichtsammlung Inside the Wave aufgenommen, die zuerst im April 2017 erschien. Sie lebte in Bristol, wo sie am 5. Juni 2017 im Alter von 64 Jahren starb.
2018 ist postum eine Sammlung von Kurzgeschichten unter dem Titel Girl, Balancing and Other Stories erschienen.

## Werke

### Romane
- 1993 Zennor in Darkness
- 1994 Burning Bright
- 1996 A Spell of Winter
  - Der Duft des Schnees, dt. von Lore Pilgram; Lübbe, Bergisch Gladbach 1998, ISBN 978-3-7857-1511-6
- 1996 Talking to the Dead
  - Im ersten Licht des Tages, dt. von Claudia Geng, Lübbe, Bergisch Gladbach 1998, ISBN 978-3-7857-1501-7
- 1998 Your Blue-Eyed Boy
  - Die Stimme des Meeres, dt. von Claudia Geng, Lübbe, Bergisch Gladbach 2001, ISBN 978-3-404-15114-1
- 1999 With your Crooked Heart
  - Dunkel wie des Menschen Herz, dt. Claudia Geng, Lübbe, Bergisch Gladbach 2004, ISBN 978-3-7857-2163-6
- 2002 The Siege
  - Die tausend Tage der Anna Michailowna, dt. von Edda Petri, Lübbe, Bergisch Gladbach 2003, ISBN 978-3-7857-2127-8
- 2003 Mourning Ruby
  - Der Himmel, der uns trennt, dt. von Xenia Osthelder, Bastei Lübbe, Bergisch Gladbach 2007, ISBN 978-3-404-15680-1
- 2006 House of Orphans
  - Vom Schnee und von der Liebe, dt. von Xenia Osthelder, Bastei Lübbe, Bergisch Gladbach 2008, ISBN 978-3-404-15856-0
- 2008 Counting the Stars
- 2010 The Betrayal
- 2012 The Greatcoat
- 2014 The Lie
- 2016 Exposure
- Birdcage Walk. Hutchinson, 2017

### Erzählungen (Sammelbände)
- 1997 Love of Fat Men
- 2001 Ice Cream
- 2005 Rose, 1944

### Jugendbücher
- 2004 The Lilac Tree (auch als Zillah and Me)
  - Zelda und ich, dt. von Ute Mihr, Beltz und Gelberg, Weinheim 2001, ISBN 978-3-407-78511-4
- 2004 The Seal Cove  (auch als The Zillah Rebellion)
- 2004 The Silver Bead
- 2005 Ingo (Indigo-Serie, Bd. 1)
  - Nixenblut, dt. von Knut Krüger, cbj, München 2011, ISBN 978-3-570-40036-4
- 2006 The Tide Knot (Indigo-Serie, Bd. 2)
  - Nixenmagier, dt. von Knut Krüger, cbj, München 2011, ISBN 978-3-570-40037-1
- 2007 The Deep (Indigo-Serie, Bd. 3)
  - Nixenfluch, dt. von Knut Krüger, cbj, München 2011, ISBN 978-3-570-40035-7
- 2008 The Crossing of Ingo (Indigo-Serie, Bd. 4)
- 2012 Stormswept (Indigo-Serie, Bd. 5)

### Kinderbücher
- 1992 Going to Egypt
- 1995 In the Money
- 1996 Go Fox
- 1996 Fatal Error
- 1996 Amina’s Blanket
- 1998 Clyde’s Leopard
- 1998 Great-Grandma’s Dancing Dress
- 1999 Brother Brother, Sister Sister
  - Bruder, Bruder, Schwester, Schwester, dt. von Ute Mihr; Beltz und Gelberg, Weinheim 1999, ISBN 978-3-407-79805-3
- 2000 Aliens Don’t Eat Bacon Sandwiches
- 2001 The Ugly Duckling
- 2003 Tara’s Tree House
- 1997–2000 The Allie Books
- 2010 The Ferry Birds

### Lyrik (Sammelbände)
- 1983 The Apple Fall
- 1986 The Sea Skater
- 1988 The Raw Garden
- 1991 Short Days, Long Nights
- 1994 Recovering a Body
- 1994 Secrets
- 1997 Bestiary
- 2001 Out of the Blue
- 2006 Glad of these times
- 2012 The Malarkey
- 2017 Inside the Wave

## Preise und Auszeichnungen
- 1996: Orange Prize for Fiction für Der Duft des Schnees
- 2010: National Poetry Competition für The Malarkey
- 2017: Costa Book Award (Poetry; auch „Buch des Jahres“) für Inside the Wave (postum)